# Лукін Всеволод Петрович
Всеволод Петрович Лукін (27 лютого 1931, Лубни — 10 червня 2013, Київ) — український радянський історик, дослідник історії Німецько-радянської війни, архівіст.

## Життєпис
Народився 27 лютого 1931 року у місті Лубнах (тепер Полтавської області). 1954 року закінчив історичний факультет Київського державного університету.
У 1954–1966 роках — молодший науковий співробітник сектора партійних архівів Інституту партії при ЦК КПУ — філіалі Інституту марксизму-ленінізму при ЦК КПРС. У 1966–1969 роках навчався в аспірантурі на кафедрі історії КПРС Київського політехнічного інституту.
У 1969–1970 роках — старший інспектор науково-видавничого відділу Архівного управління при Раді Міністрів УРСР і одночасно — відповідальний секретар журналу «Архіви України». У 1970–1976 роках — молодший науковий співробітник відділу історії Великої вітчизняної війни Інституту історії АН УРСР. У 1976 році переведений на роботу до апарату Президії АН УРСР.
Помер на 83-му році життя 10 червня 2013 року. Був кремований, прах похований в колумбарії Байкового кладовища (ділянка № 1, тераса № 2, 50°24′56.90″ пн. ш. 30°30′16.30″ сх. д. / 50.4158056° пн. ш. 30.5045278° сх. д.).

## Праці
- Листівки підпільних організацій і партизанів України періоду Великої Вітчизняної війни: Збірка документів — Київ, 1969 (упорядник, у співавторстві).